# 제16회 일본 중의원 의원 총선거
제16회 일본 중의원의원 선거는 1928년 2월 20일 일본에서 치러진 중의원의원의 선거다.

## 선거 결과
| 정당       | 의석수 |
| ---------- | ------ |
| 입헌정우회 | 218석  |
| 입헌민정당 | 217석  |
| 실업동지회 | 4석    |
| 사회민중당 | 4석    |
| 혁신구락부 | 3      |
| 노동농민당 | 2석    |
| 일본노농당 | 1석    |
| 구주민헌당 | 1석    |
| 무소속     | 16석   |
| 합계       |        |